# Санту-Антониу-да-Шарнека
Санту-Антониу-да-Шарнека (порт. Santo António da Charneca)  —  район (фрегезия) в Португалии,  входит в округ Сетубал. Является составной частью муниципалитета  Баррейру. Находится в составе крупной городской агломерации Большой Лиссабон. По старому административному делению входил в провинцию Эштремадура. Входит в экономико-статистический  субрегион Полуостров Сетубал, который входит в Лиссабонский регион. Население составляет 10 983 человека на 2001 год. Занимает площадь 8,14 км².